# 酢酸キナーゼ
酢酸キナーゼ（acetate kinase, AK）は、酢酸とADPの間でリン酸基の転移を触媒する転移酵素である。
ATP + 酢酸 {\displaystyle \rightleftharpoons } ADP + アセチルリン酸

## 性質
マグネシウムイオンを要求する。大腸菌の酵素は酢酸に特異的であるが、種によってはプロピオン酸をも基質にできる場合が知られている。

## 役割
ATP存在下で酢酸をリン酸化し、さらにリン酸アセチルトランスフェラーゼによってアセチルCoAとすることができる。